# Laurimäe
Laurimäe – wieś w Estonii, w prowincji Võru, w gminie Varstu.